# Anomala weyersi
Anomala weyersi är en skalbaggsart som beskrevs av Ohaus 1916. Anomala weyersi ingår i släktet Anomala och familjen Rutelidae. Inga underarter finns listade i Catalogue of Life.